# Miguel Yoldi
Miguel Yoldi Beroiz (Pamplona, 14 de abril de 1903-Tamaulipas, 13 de agosto de 1961) fue un político y sindicalista español, de ideología anarcosindicalista. Llegó a ser secretario general de la Confederación Nacional del Trabajo (CNT), tomando parte en la Guerra civil española.

## Biografía
Nació en Pamplona el 14 de abril de 1903. A temprana edad se afilió al sindicato de oficios diversos de la CNT. Durante la dictadura de Primo de Rivera vivió exiliado en Francia, regresando a España tras la proclamación de la Segunda República. En 1933 sustituyó a Joaquín Ascaso en la secretaría general de la CNT, cargo que ejerció hasta mediados de 1936 —siendo a su vez sustituido por Horacio Martínez Prieto—.
Tras el estallido de la Guerra civil se enroló en la columna Durruti, formando parte de su comité de guerra. Estuvo presente en el frente de Aragón. Más adelante participó en la defensa de Madrid, donde reorganizó a los efectivos de la columna tras una desbandada. Posteriormente se unió al Ejército republicano, asumiendo el mando de la 24.ª División en el frente de Aragón. Sin embargo, en la primavera de 1938 sería destituido por el mal rendimiento de su unidad en la campaña de Aragón.
Tras el final de la contienda marchó con su familia al exilio, instalándose primero en Francia y posteriormente en México.